# Trest ztráty čestných titulů nebo vyznamenání
Trest ztráty čestných titulů nebo vyznamenání je trest podle českého trestního zákoníku, kterým odsouzený ztratí česká vyznamenání, čestná uznání, vědecké a umělecké hodnosti a jiné čestné tituly, nebo mu bude zakázáno nošení a používání cizozemských. Prakticky stejný trest s názvem Ztráta čestných titulů a vyznamenání znal i předcházející trestní zákon.

## Uložení trestu
Takto může být potrestán pouze pachatel úmyslného trestného činu, který byl spáchán ze zvlášť zavrženíhodné pohnutky, a protože jde o tzv. vedlejší trest, tak vždy zároveň jen spolu s trestem odnětí svobody na nejméně dva roky. Zavrženíhodnost pohnutky by podle právní teorie měla spočívat „v příkrém rozporu s morálkou občanské společnosti, měla by svědčit o morální bezcitnosti, zvrhlosti, bezohledném sobectví a pohrdavém postoji k základním lidským hodnotám, zejména k životu“. Její závažnost by měla být neslučitelná se smyslem čestných titulů a vyznamenání (např. zneužití vědecké nebo pedagogické kvalifikace zištným způsobem, k nehumánním cílům atd.). Smyslem tohoto trestu tedy je napomoci v ochraně čistoty veřejného a vědeckého života.
Ztráta se vztahuje pouze na české tituly a vyznamenání. Cizozemská ocenění nebyla udělena českými orgány a proto je nelze odebrat, lze ale tímto trestem vyslovit zákaz jejich nošení a používání. Může jít především jak o státní vyznamenání, tak o bývalé, ale stále užívané vědecké hodnosti doktora věd a kandidáta věd. Podle právní teorie naopak nelze odebrat ta ocenění, jejichž používání již ztratilo svůj právní podklad, jako je např. národní umělec či zasloužilý umělec. Stejně tak nelze vůbec odebrat akademické tituly (Bc., Mgr., JUDr., Ph.D. apod.). Sporná je možnost odebrání pedagogických označení profesor a docent, většinový názor takovou možnost jejich ztráty popírá, jiní ji ale připouští.

## Výkon trestu
Oprávnění užívat daná vyznamenání, uznání či tituly zanikne automaticky právní mocí rozsudku, ale soud o tom ještě přípisem vyrozumí ten úřad nebo orgán, který dané vyznamenání nebo titul udělil či propůjčil, nebo který záležitosti s tím spojené spravuje (jde-li o cizozemská vyznamenání či čestné tituly, pak jím je Kancelář prezidenta republiky). Pokud jsou s odebraným vyznamenáním nebo titulem spojeny nějaké doklady, soud je odsouzenému odebere a také je danému orgánu odešle.
Odebrání je trvalé, nikoli ale u cizozemských vyznamenání a titulů, u nich se právo je nosit a využívat obnovuje zahlazením odsouzení. Kromě toho nelze rozsudkem omezit ztrátu jen na některé z nich, odsouzený ztrácí vždy všechna vyznamenání a čestné tituly, jejichž nositelem je v době vyhlášení rozsudku. I pravomocně uloženým trestem však není dotčena možnost ztracená vyznamenání a tituly v budoucnu opět nabýt, pokud odsouzený poté opětovně splní všechny podmínky pro jejich získání.